# Fiesta Nacional del Vino Torrontés
Todos los años, en el mes de octubre, Argentina realiza su Festival Nacional del Vino Torrontés en la localidad de Cafayate, Provincia de Salta, localidad ubicada a 186 km de la Ciudad de Salta (capital de la provincia homònima).
El festival ha logrado insertarse dentro del calendario de los más importantes festivales folclóricos del país en el que destacadas figuras del folclore nacional se hacen presente en cada edición.
En esta fiesta, la Cultura gauchesca (o cultura gaucha) gana las calles del pueblo gracias a la participación de las agrupaciones tradicionalistas que le dan un marco de historia y tradición, y en la que no falta el vino torrontés (única variedad autóctona del país y cepa muy bien adaptada a la región) y el asado argentino.